# Tarrant Hinton
Tarrant Hinton är en ort och civil parish i Storbritannien.   Den ligger i kommunen Dorset och riksdelen England, i den södra delen av landet, 150 km sydväst om huvudstaden London. Tarrant Hinton ligger 65 meter över havet och antalet invånare är 160.
Terrängen runt Tarrant Hinton är platt. Runt Tarrant Hinton är det ganska tätbefolkat, med 160 invånare per kvadratkilometer. Närmaste större samhälle är Ferndown, 16,6 km sydost om Tarrant Hinton. Trakten runt Tarrant Hinton består till största delen av jordbruksmark.